# Малькольм Лаурі
Кларенс Малькольм Лаурі (англ. Clarence Malcolm Lowry 28 липня 1909, Воллес, Чешир, Велика Британія — 27 липня 1957, Райп, Східний Сассекс, Велика Британія) — англійський і канадський письменник. Відомий насамперед як автор роману «Під вулканом» (1947).

## Біографія
Народився в Мерсісайді в родині маклера з торгівлі бавовною
Навчався в Кембриджі, матросом плавав на Далекий Схід (в Китай), подорожував Німеччиною і США, мешкав у Парижі, згодом у Нью-Йорку. На початку 1930-х років познайомився з Діланом Томасом. 1936 року оселився у Мексиці, а 1939 року переїхав до Канади, проте часто бував у Нью-Йорку й Лондоні  Деякий час працював у Голлівуді (сценарій за романом Фіцджеральда «Ніч лагідна»). 1954 року повернувся до Англії.

## Творчість
За життя Лаурі опублікував лише малу частку свого письменницького доробку, багато проєктів залишилися незавершеними. Його головною книгою мала стати багатотомна епопея «Подорож без кінця» («The Voyage That Never Ends»), від якої збереглася — в початковому варіанті — повість «Лісова стежка до джерела», кілька новел і незавершений роман "Пітьма, як в могилі, де лежить мій друг ".
Головним твором Лаурі вважається його автобіографічний роман «Біля підніжжя вулкана» (1947). У листі до видавця Лаурі так характеризує свій роман: «пророцтво, політичне попередження, криптограма, абсурдистський фільм».
1976 року про життя Лаурі був знятий документальний фільм, який отримав премію Американської кіноакадемії, за оповідача його озвучував канадський письменник і кінорежисер Дональд Бріттен (Donald Brittain), за героя — відомий британський актор Річард Бертон.

## Твори
- Ultramarine / Ультрамарин (1933, роман);
- Under the Volcano / Під вулканом (1947, роман, екранізований Джоном Г'юстоном в 1984 з Альбертом Фінні і Жаклін Біссет в головних ролях[10].
- Hear Us o Lord From Heaven Thy Dwelling Place / Почуй нас, Боже, з гірської висоти (1961, роман, посмертно; Премія генерал-губернатора).
- Selected Poems / Вибрані вірші (1962, посмертно).
- Lunar Caustic / Пекельний камінь (1968, повість, посмертно).
- Dark as the Grave wherein my Friend is Laid / Темрява, як у могилі, де лежить мій друг (1968, роман, посмертно).
- October Ferry to Gabriola / Жовтневий паром на Габріола (1970, роман, посмертно).
- La Mordida / Ла Мордіда (1996, роман, посмертно).
- Sursum Corda: The Collected Letters of Malcolm Lowry, 1947—1957 / Chung KKY, Grace Sh., Eds. Toronto: University of Toronto Press, 1997.

## Переклади творів українською мовою
- Лісова стежка до джерела : Повість / перекл. з англ. Марії Габлевич // Сучасна канадська повість — К. : Дніпро, 1984 — с. 85-149;
- Під вулканом : Роман. Пер. з англ. Аріни Кулінської. — Київ: Фабула, 2021, — 400 с. ISBN 978-617-09-6758-9